# Фрасдорф
Фрасдорф (нім. Frasdorf) — громада в Німеччині, розташована в землі Баварія. Підпорядковується адміністративному округу Верхня Баварія. Входить до складу району Розенгайм.
Площа — 32,72 км2. Населення становить 3073 ос. (станом на 31 грудня 2020).